# Холодный ветер в Эдеме
«Холодный ветер в Эдеме» (англ. Raw Wind in Eden) — американская цветнаяя приключенческая мелодрама с элементами фильма нуар режиссёра Ричарда Уилсона, которая вышла на экраны в 1958 году.
Фильм рассказывает о топ-модели по имени Лора (Эстер Уильямс), которая вместе с богатым плейбоем Уолли (Карлос Томпсон) отправляется в полёт на частном самолёте над Средиземным морем. Когда самолёт попадает в бурю и разбивается, Лора и Уолли оказываются на небольшом отделённом острове, где проживает пожилой итальянец с внучкой Костанцией (Россана Подеста) и американец с таинственным прошлым по имени Мур (Джефф Чандлер). Так как на острове нет связи и его чрезвычайно редко навещают корабли с большой земли, Лора и Уолли обречены остаться на нём на неопределённо долгий срок. К счастью, на острове удаётся найти яхту, которую Уолли берётся привести в рабочее состояние. По мере развития событий отношения между Лорой, Муром, Уолли, Костанцией и её ухажёром с соседнего острова становятся всё более сложными и едва не приводят к трагедии, однако в итоге, Костанция со своим женихом остаётся на острове, а Лора с Муром уплывают на яхте в Америку.
Фильм снят в цвете на плёнку Eastmancolor в широкоэкранном формате CinemaScope.
Критики невысоко оценили картину по причине сюжетной неразберихи, невыразительной постановки и слабой актёрской игры, отметив лишь внешнюю красоту главных героев и итальянских пейзажей, на фоне которых снят практически весь фильм.

## Сюжет
В Риме успешная фотомодель Лора (Эстер Уильямс) возвращается после тяжёлого съёмочного дня в свой гостиничный номер, где её поджидает Уоллес Дракер(Карлос Томпсон), светский щёголь, друг и деловой партнёр её очень богатого любовника Уильяма Лэтропа III. Лора ожидает, что Уильям, наконец, расстался со своей женой и позовёт её замуж, однако Уолли расстраивает Лору, сообщая, что этого не будет никогда. Чтобы поправить Лоре настроение, Уолли приглашает её отдохнуть три недели на яхте своего друга миллионера Акселя Дженсона. Лора, вероятно, понимая, что это может быть её шанс обеспечить своё будущее, если ей удастся сойдясь с Дженсоном, принимает предложение Уолли. На частном самолёте Уолли они вдвоём вылетают на Майорку, однако во время полёта самолёт попадает в шторм и вынужден совершить аварийную посадку на небольшом островке. На звук упавшего самолёта прибегают трое обитателей острова — пожилой итальянец Урбано (Эдуардо Де Филиппо), его дочь Костанца (Россана Подеста) и таинственный американец Марк Мур (Джефф Чандлер). Во время посадки Лора не пострадала, однако Уолли не в состоянии сам покинуть самолёт, так как металлическим штырём ему проткнуло бедро. Мур, который поначалу хочет избежать общения с нежданными гостями, всё-таки помогает Уолли выбраться из самолёта, а затем уже в доме зашивает его рану рыболовной нитью и самодельной иглой. Утром Лора видит, как Костанца и Мур вместе носят пресную воду в горшках, при этом если Мур относится к Костанце как к младшей подруге, она, похоже, проявляет к нему романтический интерес. Выяснив, что с островом практически нет никакой связи, Лора идёт вместе с Муром, чтобы вывесить на шлагштоке старой разрушенной крепости белый платок как сигнал бедствия проходящим кораблям. Похоже, что во время вывешивания флага между Лорой и Муром проскакивает искра, что замечают как Уолли, так и Костнаца. Уже в доме сначала Мур и Урбано воспринимают как обиду, когда Лора предлагает им плату за проживание и питание, а затем Уолли насмехается над тем, что Мур не пьёт. Тем же вечером Лора замечает, что сигнальный флаг кто-то снял, обвиняя Мура в том, что он зачем-то сделал это специально. Несколько дней спустя Лора находит Мура, который проводит время в одиночестве. Она пытается выяснить причины его добровольного отшельничества, однако он не даёт ей определённого ответа. Когда они вновь направляются, чтобы вывесить сигнальный флаг, Лора рассказывает, что она рассчитывала очаровать и заполучить себе Дженсона. Мур, который фактически держит Лору в своих объятиях, помогая ей закрепить флаг, критически высказывается о том, что она «пользуется своими достоинствами», после чего она высвобождается из его рук и уходит. Когда Уолли наконец выздоравливает и может ходить самостоятельно, Лора вместе с ним направляется в прогулку по острову, обнаруживая на берегу отличную яхту в практически рабочем состоянии. Найдя в салоне американскую боевую медаль, Уолли и Лора понимают, что яхта, скорее всего, принадлежит Муру. Уолли уговаривает Лору попросить Мура дать им яхту, Лора в свою очередь просит Урбано поговорить с Муром. Вопреки опасениям Уолли и Лоры, Мур охотно соглашается отдать им яхту, однако после этого Лора замечает, что кто-то снова снял сигнальный флаг. Уолли предлагает Муру официально купить у него яхту и даже выписывает чек в виде аванса, прося показать документы, но Мур уходит от прямого ответа. На протяжении последующих нескольких дней, пока Уолли занят ремонтом лодки, Лора разгуливает по острову в своём шикарном гардеробе, привлекая внимание мужчин. Когда на яхте начинают возникать таинственные поломки и пропадать детали, Уолли подозревает, что это дело рук Мура. И он, и Лора также подозревают, что это Мур регулярно снимает сигнальный флаг, однако мотивы таких его действий они понять не могут. Лора, которую явно волнует Мур, демонстративно целуется на яхте с Уолли, чтобы вызвать ревность Мура, который наблюдает эту сцену издалека. Однажды к острову подплывает молодой человек с ружьём, который начинает стрелять, и Мур, достав свой пистолет, открывает ответный огонь, однако намеренно стреляя так, чтобы только напугать приплывшего и заставить его развернуться. Урбано объясняет Лоре, что приплывшим является Гавино (Рик Батталья), парень с одного из соседних островов. По словам Урбино, Костанца было обещана Гавино в жёны, и он периодически приплывает, чтобы разобраться с Муром, которого считает своим соперником. Узнав, что на следующий день Мур и Костанца запланировали осуществить заплыв вокруг скалистого мыса, Лора решает опередить их, и, рискуя жизнью, отправляется в заплыв в одиночку. Мур замечает её в воде, после чего внимательно следит за ней, а затем помогает выбраться на берег на пляже около яхты. Обнявшись, они страстно целуют друг друга. В этот момент подбегает разъярённый Уолли, который набрасывается на Мура и бьёт его кулаком, в котором зажат кусок металла. В ответ Мур укладывает его на песок несколькими ударами, после чего объявляет Лоре, что собирается остаться одиночкой. Несколько дней спустя Уолли завершает ремонт яхты, и Урбано приглашает его и Лору на прощальный ужин. Уолли отказывается идти, опасаясь, что в его отсутствие кто-то опять выведет яхту из строя, а Лора приходит в одном из своих шикарных нарядов. За столом однако разговор не клеится и вскоре превращается в ссору, в результате которой все выходят из дома, оставляя Лору одну. Она собирает в чемодан свои вещи, забирая заодно и пистолет Мура, а затем находит в кармане его куртки судовой журнал и садится читать его. Выпившая Костнаца отправляется на яхту, где пытается соблазнить Уолли, и когда он уже готов заняться с ней любовью, она вдруг вырывается из его рук и уходит. Тем временем Мур возвращается в дом, где видит, что Лора прочитала судовой журнал, выяснив его личность. Оказывается, его настоящее имя Скотт Мурхаус и ещё три года назад о нём писали все газеты как о богатом плейбое, которого заподозрили в убийстве собственной жены, после чего он исчез. Мур рассказывает, что во время Второй мировой войны служил военным врачом в действующей армии, где и получил боевую награду. Однажды во время военной операции во вражеском тылу Мура спас тамошний миссионер, после чего Мур женился на его дочери. Однако по возвращении в Америку после войны они стали вести богемный образ жизни с регулярными пьянками и загулами. В итоге во время одной из таких вечеринок его жена в пьяном виде упала с яхты и утонула, и Мур винит в её смерти себя. Лора понимает, что Мур спрятался на острове, чтобы сбежать от своей вины, и просит его не разрушать жизнь Костнацы так же, как он разрушил жизнь своей жены. На следующий день Уолли удаётся спустить яхту на воду и завести её. Когда они уже собираются отплывать, Уолли вдруг вспоминает, что Мур после смерти жены передал все свои миллионы благотворительным больницам Северной Каролины. После этого, Лора меняет своё отношение к Муру и просит Уолли вернуть её на остров. Он отказывается, и в этот момент она замечает, как к острову приближается Гавино. Вспомнив, что забрала пистолет Мура, оставив его без защиты, она достаёт пистолет и направляет его на Уолли, требуя немедленно повернуть яхту. Тот легко отбирает у неё оружие, после чего Лора ныряет в воду и вплавь добирается до острова. Найдя Костанцу, Лора умоляет её согласиться на брак с Гавино и положить конец опасному противостоянию, но та не хочет её слушать. Тем временем Уолли подплывает к Гавино, отдавая ему свой пистолет в обмен на ружьё, и предлагает ему помощь в охоте на Мура. Высадившись на берег, Гавино начинает охоту за невооружённым Муром, загоняя его в разрушенную крепость. Лора вплавь возвращается на яхту и умоляет Уолли остановиться. Тем временем Мур пытается справиться с Гавино с помощью рыбацкой сети, однако тот вырывается и делает несколько неточных выстрелов, после чего между мужчинами начинается борьба на обрыве скалы. Гавино уже нависает над Муром с ножом, когда его окликает Костанца, после чего Мур перехватывает инициативу и одерживает верх, успевая в последний момент спасти Гавино от падения со скалы. Появляется Урбано, который говорит Муру, что ему не надо продолжать разбираться с Гавино, и призывает Мура немедленно отправляться к Лоре. Когда Мур спрашивает Урбино, зачем тот снимал сигнальные флаги и мешал ремонту на яхте, тот отвечает, что выжидал нужное время для окончательного выяснения отношений. Теперь, по словам Урбано, когда Мур снова испытал настоящие чувства к Лоре, он понял, что его место не на острове, а в реальном мире. Взяв лодку у Гавино, Мур подплывает к яхте, где Уолли насильно удерживает Лору, привязав её к мачте. Когда Мур поднимается на борт, Уолли стреляет в него, однако ружьё даёт осечку, и Мур легко выбрасывает Уолли за борт, а затем освобождает Лору, вместе с которой отплывает в Северную Каролину.

## В ролях
- Эстер Уильямс — Лора
- Джефф Чандлер — Марк Мур / Скотт Мурхаус
- Россана Подеста — Костанца Верно
- Карлос Томпсон — Уолли Дракер
- Рик Батталья — Гавино
- Эдуардо Де Филиппо — Урбано Верно

## Создатели фильма и исполнители главных ролей
Ричард Уилсон начал работать в Голливуде с 1938 года, в 1940-е годы работал в творческой группе Орсона Уэллса, а в 1955 году поставил свой первый фильм как режиссёр. Всего вплоть до 1993 года Уилсон поставил 12 фильмов, наиболее успешными среди которых были биографические гангстерские ленты «Аль Капоне» (1959) и «Заплати или умри!» (1960), а также вестерн «Человек с оружием» (1955).
Эстер Уильямс снималась в кино с 1942 по 1963 год, сыграв за это время в 31 фильме. Будучи профессионально подготовленной пловчихой, Уильямс часто получала роли, связанные с плаванием. Среди наиболее известных её картин — музыкальные комедии «Прекрасная купальщица» (1944), «Дочь Нептуна» (1949), «Возьми меня с собой на бейсбол» (1949), «Герцогиня Айдахо» (1950) и «Нежный капкан» (1955), а также в биографический фильм «Миллион долларов для русалки» (1952). Это второй фильм Эстер Уильямс для студии Universal-International после фильма нуар «Неосторожность» (1956).
Джефф Чандлер, удостоенный в 1951 году номинации на «Оскар» за роль второго плана в вестерне «Сломанная стрела» (1950), с конца 1940-х годов сыграл в целой серии фильмов нуар, среди них «Брошенная» (1949), «Депортированные» (1950), «Железный человек» (1951), «Из-за тебя» (1952) и «Женщина на пляже» (1955).

## История создания фильма
Рабочее название этого фильма — «Островитянин» (англ. The Islander).
Режиссёр фильма Ричард Уилсон выступил также в качестве соавтора сценария вместе со своей женой Элизабет.
Фильм снимался в июне-августе 1957 года на цветную плёнку Eastmancolor в широкоэкранном формате CinemaScope. Согласно статье в «Нью-Йорк таймс» от 4 августа 1957 года, съёмки фильма проходили на натуре на тосканском побережье Италии поблизости от городка Кастильоне-делла-Пеская.
Как написал обозреватель «Голливуд репортер», единственное, чем интересен этот фильм — это слухами о романе между Джеффом Чандлером и Эстер Уильямс во время его производства.

## Оценка фильма критикой
Фильм получил невысокие оценки критики. Так, обозреватель «Нью-Йорк таймс» Босли Краузер раскритиковал картину, написав, что «до определенного момента фильм имел заурядный, но довольно стандартный смысл», предлагая шаблонную среднюю романтическую историю в духе «потерпевшем кораблекрушение на отдаленном острове». Однако, как дальше пишет Краузер, «создаётся впечатление, что где-то посередине съёмок продюсеры потеряли сценарий и продолжили снимать его него, придумывая сюжет по ходу дела. В противном случае трудно поверить в то, что какая-либо история будет двигаться столь беспорядочно и невнятно, как эта драма студии Universal». Как отмечает Краузер, «здесь много стреляют друг в друга из ружья и пистолета, срочно спускают на воду яхту, а мисс Уильямс без особой причины плавает „вокруг мыса“». При этом актёрская игра «нулевая, и похоже, никто не знает, что ему делать». По мнению Краузера, «единственное, что заслуживает похвалы — это виды, снятые вдоль тосканского побережья в цвете и CinemaScope. Но и они пропадают впустую в этом основательно испорченном фильме».
Не менее критично оценил картину и современный киновед Крейг Батлер, написавший, что «романтические мелодрамы не бывают глупее этого фильма, но это не повод его не смотреть». По словам критика, «редко бывает, чтобы фильмы такого типа, которые нацелены только на то, чтобы показать пару привлекательных звезд и бросить несколько нелепых осложнений в сюжет», предлагали бы что-то большее в сценарном плане. Как полагает Батлер, «сценарий для этого фильма довольно средний для своего жанра вплоть до своей последней трети, когда он прекращает всякие попытки что-то предложить зрителю и попросту разваливается. До этого момента было, по крайней мере, несколько острых строк, способных заинтересовать зрителя, когда его глаза переставали смотреть на Уильямс и Чандлера (и на пейзаж), и его уши решали обратить внимание на то, что говорится». Как далее отмечает Батлер, «Ричард Уилсон как соавтор сценария усложняет жизнь Ричарду Уилсону как режиссеру, и ответ режиссера состоит в том, чтобы пожать плечами и сосредоточиться на красоте, демонстрируемой на экране, надеясь, что зрители согласятся с этим. Многие, вероятно, так и поступят». Что же касается актёров, то «ни Уильямс (которой, конечно же, дают поплавать), ни Чандлер не показывают выдающейся игры, но они совершенно прекрасны, и выглядят соответственно, а важно именно это».